# Сивинка
Сивинка (бел. Сівенка) — упразднённая деревня в Ветковском горсовете Ветковского района Гомельской области Белоруссии.
В результате катастрофы на Чернобыльской АЭС и радиационного загрязнения жители (189 семей) переселены в 1992 году в чистые места.
На севере Ветковский ботанический заповедник.

## География

### Расположение
В 14 км на восток от Ветки, 36 км от Гомеля, 25 км от железнодорожной станции Добруш (на линии Гомель — Вышков).

### Гидрография
Река Спонка (приток реки Сож).

## Транспортная сеть
Автодорога Старое Закружье — Ветка. Планировка состояла из 2 криволинейных улиц, почти параллельных, ориентированных меридионально и соединенных между собой по центру короткой улицей. Застройка двусторонняя, деревянная, усадебного типа.
Сгорела летом 1991 года.

## История
По письменным источникам известна с XVIII века как деревня в составе поместья Хальч. После 1-го раздела Речи Посполитой (1772 год) в составе Российской империи, в Вылевской волости Белицкого уезда Могилёвской губернии. В 1785 году во владении князя И. Халецкого и княгини Радзивилл. С 1880 года действовал хлебозапасный магазин. В результате пожара 3 июля 1883 года сгорели 65 дворов. В 1885 году действовала ветряная мельница. Согласно переписи 1897 года в Вылевской волости Гомельского уезда; располагались: школа грамоты, ветряная мельница, лавка, кузница. В 1909 году 1237 десятинами земли.
В 1926 году работали изба-читальня, почтовое отделение, начальная школа, паровая мельница, круподробилка, шерсточесальня, кредитное товарищество. С 8 декабря 1926 года по 1991 год центр Сивинского сельсовета Ветковского, с 17 декабря 1956 года Добрушского, с 6 января 1965 года Ветковского районов Гомельского округа (до 26 июля 1930 года), с 20 февраля 1938 года Гомельской области. В 1929 году создан колхоз «Партизан», работала ветряная мельница (с 1926 года). Во время Великой Отечественной войны в сентябре 1943 года оккупанты сожгли 213 дворов и убили 23 жителей. В боях за деревню в 1943 году погибли 167 советских солдат (похоронены в братской могиле на западной окраине). На фронтах и в партизанской борьбе погибли 189 жителей в память о погибших в 1967 году в центре деревни установлена стела. В 1959 году была центром колхоза имени В. И. Ленина. Размещались средняя школа, клуб, библиотека, детские ясли-сад, больница, отделение связи, швейная и сапожная мастерские, магазин.
В состав бывшего Сивинского сельсовета до 1963 года входили поселки Двигатель и Революция (жители переселились в деревню), до 1965 года посёлок Красная Победа, до 1974 года посёлок Ореховка. Все они в настоящее время не существуют.

## Население

### Численность
- 2010 год — жителей нет.

### Динамика
- 1848 год — 52 двора.
- 1881 год — 117 дворов.
- 1885 год — 516 жителей.
- 1897 год — 148 дворов, 971 житель (согласно переписи).
- 1909 год — 169 дворов, 935 жителей.
- 1926 год — 203 двора, 1038 жителей.
- 1940 год — 214 дворов.
- 1959 год — 673 жителя (согласно переписи).
- 1992 год — жители (189 семей) переселены.

## Достопримечательность
- Братская могила (1943)  Историко-культурная ценность Республики Беларусь, шифр 313Д000177